# Андреас Штадлер (важкоатлет)
Андреас Штадлер (нім. Andreas Stadler, 31 липня 1898 — 14 лютого 1941) — австрійський важкоатлет.
Срібний призер Олімпійських Ігор 1924 року в категорії до 60 кг.